# Pálfy Antal
Pálfi Antal (Győr, 1933. október 18. – Győr, 2021. november 10.) magyar labdarúgó, balszélső, edző. A Győri ETO FC legendáinak tagja.

## Pályafutása
Győr Gyárváros városrészében született. Itt kezdett el futballozni egy megyei osztályú csapatnál. 1951–1956 között a Győri Vasas ETO labdarúgója volt. Pálfi Totó villámgyors, technikás játékosként 19 évesen meghívót kapott a B válogatott keretébe is, 1952. október 19-én Brünnben léphetett pályára. 1956-ban Palotai Károllyal és Palotai Jánossal elhagyta Magyarországot és a Freiburger FC együtteséhez szerződött. Akárcsak Palotai Károly, pár év múltán ő is hazatért és két idényt újra a Győri Vasas ETO-ban szerepelt. Összesen 130 élvonalbeli mérkőzésen lépett a pályára és 27 gólt szerzett.
Játékos pályafutása után edzőként tevékenykedett. 1967-től a Győri Dózsánál edzősködött. 1969 májusától az NBI B-s csapatot irányította. Ezt követően 1974-ig a Győri Élelmiszer trénere volt. 1976-ban 30 mérkőzésen vezetőedzőként irányította a zöld-fehérek NB I-es csapatát, majd ezt követően közel 20 évig dolgozott a klub utánpótlás csapatainál.